# Nationalpark Kurische Nehrung (Litauen)
Der Nationalpark Kurische Nehrung (litauisch Kuršių Nerijos Nacionalinis Parkas, KNNP) ist ein Nationalpark in Litauen. Das Gebiet wurde 1991 nach der Unabhängigkeit Litauens zum Nationalpark erklärt, nachdem bereits seit 1961 hier ein Landschaftsschutzgebiet bestand. Auf dem Territorium der russischen Oblast Kaliningrad setzt sich der Nationalpark mit dem Nazionalny park Kurschskaja kossa fort.
Der Nationalpark nimmt den gesamten litauischen Teil der Kurischen Nehrung ein, dies sind 36,9 % der Parkfläche.
Weiter gehören zum Park die angrenzende Ostsee (47,2 %) und Teile des Kurischen Haffs (15,9 %). Die Gesamtfläche des Nationalparks beträgt 26.474 ha. Die Verwaltung befindet sich außerhalb des Territoriums in Klaipėda.
Die Kurische Nehrung steht zudem unter Schutz als UNESCO-Weltkulturerbe. Gemeinsam mit dem Kurischen Haff und dem Memeldelta, welches ein Schutzgebiet gemäß der Ramsar-Konvention darstellt, bildet der Nationalpark das größte zusammenhängende litauische Natura 2000-Gebiet.

## Literatur

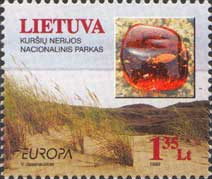
Europa-Briefmarke „Kuršių nerijos nacionalinis parkas“